# Sajora Sultanova
Sajora Umarovna Sultanova (ryska: Сайёра Умаровна Султанова), född 1937 i Tasjkent, Uzbekiska SSR, Sovjetunionen, är en sovjetisk-uzbekisk politiker (kommunist).
Hon var under sitt yrkesliv direktör för syföretaget Krasnaja Zarja ('röd gryning'), ordförande för den verkställande kommittén för Leninskij rajons råd för folkets deputerade, förste sekreterare i Frunze-distriktets partikommitté i staden Tasjkent, minister för social trygghet i Uzbekiska SSR, och vice ordförande i den uzbekiska SSR:s ministerråd. Bor i Uzbekistan.